# Особняк Евы Шпильрейн

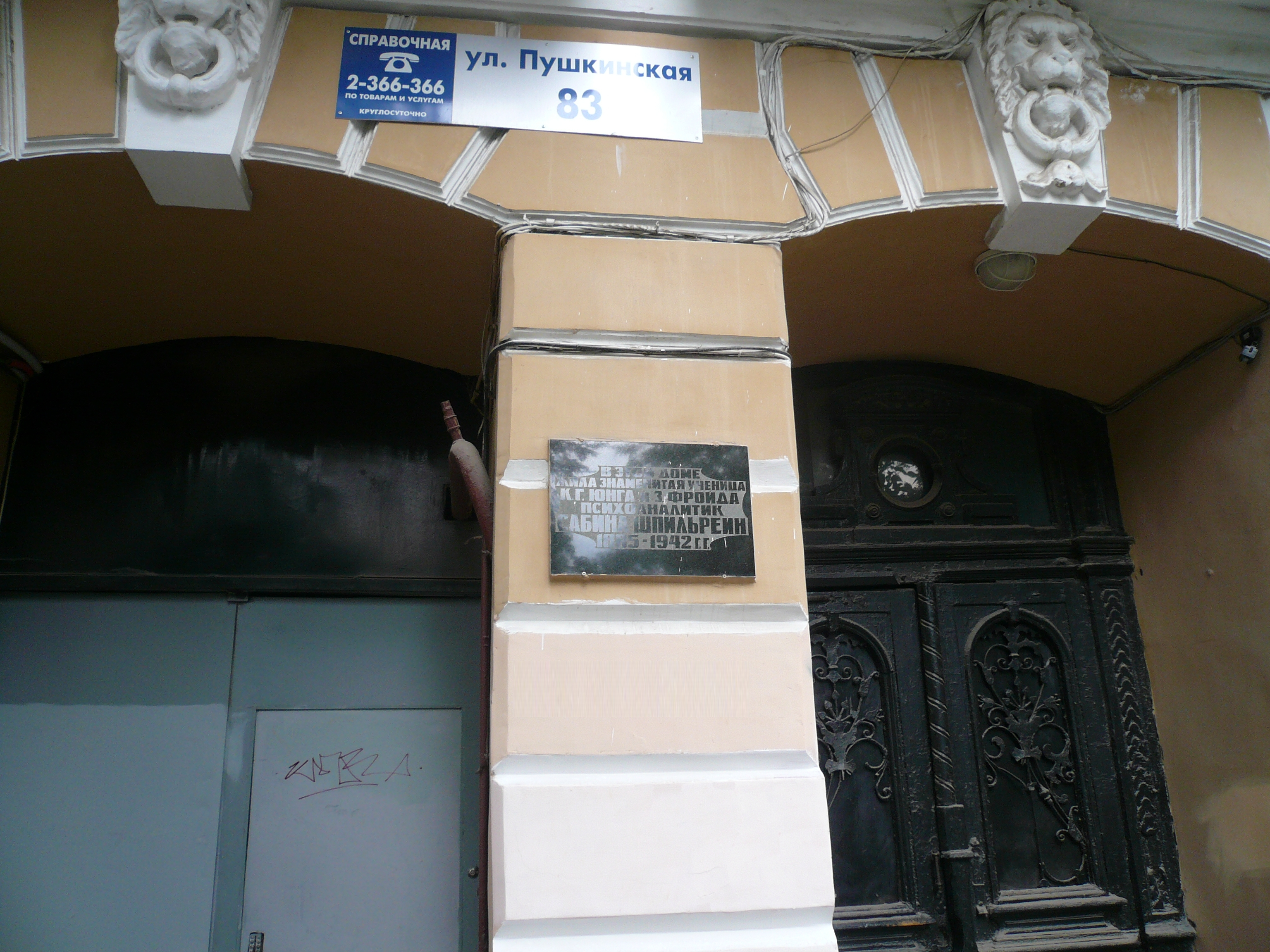
Ворота и мемориальная доска

Особняк Евы Шпильрейн — жилой дом в Ростове-на-Дону, расположенный на Пушкинской улице (дом 83). Особняк имеет статус объекта культурного наследия регионального значения.

## История
Доходный дом был построен в 1897 году. В доме проживали супруги Шпильрейн с детьми. Здание принадлежало зубному врачу Еве Марковне Шпильрейн (1863—1922), там же находился зубоврачебный кабинет. В этом доме провела детские и юношеские годы её дочь, Сабина Николаевна Шпильрейн, ставшая в будущем известным психоаналитиком, и сыновья — математик Ян Николаевич Шпильрейн, биолог Эмиль Николаевич (Нафтульевич) Шпильрайн и психолог Исаак Нафтульевич Шпильрейн.
По данным на 1914 год в доходном доме Шпильрейн располагалось Бельгийское консульство, одну из квартир арендовал турецкий консул. Другими квартирантами были присяжные поверенные, инженеры, коммерсанты.
После прихода советской власти доходный дом национализировали. Семье Шпильрейн оставили небольшую комнату под парадной лестницей, где он жил до своей смерти.
В годы Великой Отечественной войны у доходного дома была частично разрушена крыша. Сразу после окончания войны дом восстановили и вновь заселили.
В ноябре 2015 года в доме открылся мемориальный музей Сабины Шпильрейн. Представлены личные вещи и фотографии.

## Архитектура
Трехэтажное здание имеет П-образную конфигурацию в плане. Расположено по красной линии Пушкинской улицы. Во внутренних крыльях здания, выходящих во двор, первоначально находились жилые помещения, которые сдавались в наём. Во дворе также находились ледник, каретник и конюшня.
В архитектуре и оформлении фасада здания архитектор органично соединил элементы ренессанса, барокко и классицизма. Центральная часть парадного фасада акцентирована раскреповкой с двухъярусной лоджией, оформленной по бокам пилястрами. На боковых частях фасада в простенках находятся лопатки, украшенные восточным орнаментом. Первый этаж рустован. В центре находятся две арки (парадный вход и въезд во двор), декорированные замковыми камнями с масками львов. На антаблементе фасада помещены картуши, на центральном из них выбит год постройки дома — 1897. Кроме того, в оформлении фасада использованы профилированные наличники, архивольты, декоративные кронштейны.

## Мемориальные доски

Большая мемориальная доска у дома

В 2002 году на фасаде здания была установлена мемориальная доска с текстом: «В этом доме жила знаменитая ученица К. Г. Юнга и З. Фройда психоаналитик Сабина Шпильрейн 1885—1942 гг.». Мемориальная доска была изготовлена ростовским скульптором Б. Н. Кондаковым.